# بوب فلانغن
بوب فلانغن (بالإنجليزية: Bob Flanagan)‏ هو كاتب أغاني وشاعر أمريكي، ولد في 26 ديسمبر 1952 في نيويورك في الولايات المتحدة، وتوفي في 4 يناير 1996 في لونغ بيتش في الولايات المتحدة بسبب تليف كيسي.

## وصلات خارجية
- بوب فلانغن على موقع IMDb (الإنجليزية)
- بوب فلانغن على موقع ميوزك برينز (الإنجليزية)
- بوب فلانغن على موقع إن إن دي بي (الإنجليزية)
- بوب فلانغن على موقع قاعدة بيانات الفيلم (الإنجليزية)